# Амполлино (река)
Амполлино (итал. Ampollino) — небольшая река в провинциях Козенца, Кротоне и Катандзаро в области Калабрия Итальянской Республики.

## Обзор
Амполлино — приток реки  Нето. Находится в горном плато Сила. Перегороженная плотиной, река сформировала озеро Амполлино. Озеро вытянуто на 13 км, расположено на высоте 1279 м над уровнем моря, его объём составляет 64,5 млн м³. Воды Амполлино питают гидроэлектростанции.
Река берёт начало вблизи горы Монтенеро, протекает через одноимённую долину, прежде чем впасть в озеро Амполлино, крупнейшим притоком которого она является. Озеро Амполлино образовано путём перекрытия русла реки Амполлино и формирования бассейна по периметру всей долины Амполлино.
Водоток, вытекающий из плотины озера, через несколько километров впадает справа в реку  Нето, недалеко от Карелло — фракции коммуны Сан-Джованни-ин-Фьоре, вблизи коммуны Каккури.